# Mary Mack
Mary Mack (Miss Mary Mack) est un jeu de main et une chanson enfantine, joué par les enfants dans les pays anglophones. Il est connu dans diverses parties des États-Unis, en Australie, au Canada et en Nouvelle-Zélande, et a été appelé « le jeu de main le plus commun dans le monde anglophone ».
Dans le jeu, deux enfants se tiennent debout ou s’assoient en face les uns des autres, et tapent dans leur mains au rythme de la chanson.

## Paroles
Différentes versions de la chanson existent; l'une des versions les plus courantes présente les paroles suivantes :
Miss Mary Mack, Mack, Mack
All dressed in black, black, black
With silver buttons, buttons, buttons [butt'ns]
All down her back, back, back.
She asked her mother, mother, mother
for fifty cents, cents, cents
To see the elephants, elephants, elephants (or hippos)
Jump the fence, fence, fence.
They jumped so high, high, high
they reached the sky, sky, sky
And didn't come back, back, back
Till the 4th of July, 'ly, 'ly!
She asked her mother, mother, mother
For 5 cents more, more, more
To see the elephants, elephants, elephants
Jump over the door, door, door.
They jumped so low, low, low
They stubbed their toe, toe, toe
And that was the end, end, end,
Of the elephant show, show, show!